# Osvaldo Ardiles
Osvaldo César Ardiles, surnommé Ossie Ardiles en Angleterre, né le 3 août 1952 à Córdoba  en Argentine, est un footballeur international argentin, qui évoluait au poste de milieu de terrain relayeur.

## Biographie
Il remporte le Mundial 78 avec la sélection argentine. Il dispute a nouveau une coupe du monde en 1982 où il joue en portant un insolite numéro 1 sur le dos (l’Argentine avait innové lors de la Coupe du monde de 1978 en 
attribuant les numéros non par les postes occupés mais par ordre alphabétique. En 1978, c'est Norberto Alonso qui portait le n°1. En son absence en 1982, ce numéro fut porté par Ardiles et non par le gardien comme c'est habituellement l'usage. 
Après le sacre de l'Argentine en 1978, il est transféré à 26 ans dans le championnat d'Angleterre à Tottenham. Lorsqu'éclate la guerre des Malouines au printemps 1982, il est l'un des très rares Argentins à évoluer en Angleterre. Paraissant lié à jamais au Tottenham Hotspur, il doit cependant quitter Londres, en juillet à la suite du conflit entre les deux nations et rejoint alors le Paris Saint-Germain. Mais l'aventure parisienne tourne court. Toujours affecté par la guerre et ses conséquences, son bilan y est médiocre : quatorze matchs en D1 française pour un seul but. Six mois après son arrivée, il retourne chez les Spurs. Très aimé des supporters londoniens, il reste au total dix ans au club, à l'exception de cette courte parenthèse française. 
Il apparaît en 1998 dans la liste des Football League 100 Legends (en), récompensant cent joueurs ayant marqué l'histoire du championnat d'Angleterre de football.
À la fin de sa carrière de footballeur, il devient entraîneur, exerçant en Angleterre, en Israël, en Arabie Saoudite et au Japon. Depuis 2012, date à laquelle, il est limogé de son poste du club japonais du Machida Zelvia, il vit à Londres où il n'a pas raté un match des Spurs à domicile.

## Palmarès de joueur
- Vainqueur de la Coupe du monde 1978 avec l'Argentine
- Vainqueur de la Coupe UEFA en 1984 avec Tottenham
- Vainqueur de la Coupe d'Angleterre (FA Cup) en 1981 avec Tottenham
- 51 matchs et 8 buts avec l'équipe d'Argentine A entre 1975 et 1982[4].

## Filmographie
- 1981 : À nous la victoire